# Ulan Qonysbajew
Ulan Äbirbekuly Qonysbajew (kasachisch Ұлан Әбірбекұлы Қонысбаев Ūlan Äbırbekūly Qonysbaev, russisch Улан Абирбекович Конысбаев Ulan Abirbekowitsch Konysbajew; * 28. Mai 1989 in Ust-Kamenogorsk, Kasachische SSR, heute Kasachstan) ist ein kasachischer ehemaliger Fußballspieler.

## Karriere
Qonysbajew begann seine Profikarriere, als er 2008 in die erste Mannschaft des FK Taras geholt wurde. Bereits in seiner ersten Saison konnte der Verein aus der zweithöchsten kasachischen Spielklasse in die höchste aufsteigen. In der Saison 2009 gab er sein Debüt in der Premjer-Liga, wobei der Verein im Endklassement Platz acht erreichte.
Für Kasachstan wurde Qonysbajew bisher in 14 Spielen eingesetzt.

## Erfolge
- Kasachischer Meister: 2011
- Fußballer des Jahres in Kasachstan: 2011